# پوئنتدورا
پوئنتدورا (به اسپانیایی: Puentedura) یک شهرستان در اسپانیا است.